# Предраг Костић
Предраг Костић (Рсовци, 1908. — Криви Вир 1943) професор књижевности, публициста, песник, преводилац, учесник Народног ослободилачке борбе и један од оснивача Крајинског партизанског одреда и политички комесар обновљеног Крајинског партизанског одреда.

## Биографија
Предраг Костић рођен је 28. јуна 1908. године у селу Рсавци код Пирота од оца Станка мајке Савете као пето од укупно осморо деце.
Отац Предрага Костића је био свештеник, пореклом из Дебра, осуђен од стране Турака на 10 година робије због учешћа у борби за ослобођење македонског народа, из чијег је затвора побегао, а кога су Бугари убили1915.
Основну школу завршио је са одличним успехом, а 1920. постаје ђак гимназије у Пироту.
Године 1928. почиње студије српскохрватског језика и књижевности на Филолошком факултету у Београду.
За време студија приступа напредном студентском покрету и учествује у свим револуционарним акцијама београдских студената. Другује са Ђорђем Јовановићем, Јованом Поповићем и другим београдским интелектуалцима − револуционарима.
У то време запажени су његови текстови и преводи из руске литературе које објављује у часописима „Данас” и „Нова литература”.

## Стваралаштво
Током боравка у Неготину Костић пише свој велики есеј о Бори Станковићу и завршава преводе Лењиновог дела „Марксизам и емпириокритицизам” и Деборинов „Историјски материјализам”. Заједно са братом Драгутином Костићем превео је са руског језика делоНиколаја Островског „Како се калио челик”, а са Савом Драгојевићем „Моји универзитети” Максима Горког.

## Политички рад
Године 1937. долази у Неготин за професора у гимназији и врло брзо стекао ауторитет међу ученицима, али и интелектуалцима. Литерарна дружина гимназије у којој је Предраг Костић био надзорни професор врло брзо постаје средиште напредног рада омладине ове школе.
Рад Предрага Костића постаје интензивнији доласком Љубомира Љубе Нешића, члана Окружног комитета КПЈ из Зајечара. Заједно са професором Савом Драгојевићем је руководио радом актива напредних интелектуалаца. Крајем 1940. у његовом стану у Милошеву умножаван је илегални материјал и растуран у многим местима Тимочке крајине.

## У партизанима
Крајем јуна 1941. добија задатак да пође из Неготина и ради на организовању устанка по селима око Дели Јована. Када је 21. августа 1941. Крајински партизански одред ослободио Салаш прикључује се одреду и постаје члан штаба, као и члан Комунистичке партије Југославије.
Након погибије Љубе Нешића, Радета Недељковића, Стефаније Михајловић и других бораца на Стеванским ливадама 29. септембра 1941. Предраг Костић је умакао четничким и немачким потерама и успео да се пребаци у Сврљишке планине.
Почетком априла 1942. приступа Сврљишком партизанском одреду, па у Озренски партизански одред, а затим са групом партизана из Мајданпека и Неготинске Крајине у Књажевачко−бољевачки одред. У другој половини лета враћа се у Крајину у којој се крајем августа 1942. поново формира Крајински партизански одред, чији први политички комесар постаје Предраг Костић, познат под партизанским именом Вељко, по узору на славног Хајдук Вељка Петровића.
У јесен, зиму и пролеће, између 1942. и 1943. учествује у свим оружаним акцијама и сукобима партизана са непријатељима између Зајечара, Бора и Мајданпека.
После партијске конференције комуниста и бораца на Белим водама, јуна 1943. дошло је до спајања свих формација у Тимочкој Крајини у Први тимочки батаљон НОВЈ. Костић је тада био одређен за политичког радника у околини Кривог Вира и Бољевца. Гине несрећним случајем 16. јула 1943. код Кривог Вира.

## Спомен обележја
Спомен плоча ученицима и професорима изгинулима од 1941. до 1945. међу којима је и Предраг Костић постављена је на улазу зграде Гимназије у Неготину.
Име професора Костића, гимназија у Неготину, носила је све до 2003. када је на захтев ученика и радника школе, уз сагласност локалне самоуправе, промењен у Неготинска гимназија.

## Галерија
- Гимназија у Неготину која је носила име Предрага Костића